# Clube de Astronomia de Brasília
O Clube de Astronomia de Brasília (CAsB) é uma associação sem fins lucrativos voltada para o estudo, pesquisa, o ensino e a divulgação da ciência astronômica. A entidade é constituída basicamente por astrônomos amadores, alguns com cursos extensivos em astronomia, e um grupo de consultores formados por profissionais da área, de reconhecido nome junto a comunidade científica brasileira.
Fundado em 1986, vem prestando serviços a comunidade, como palestras, cursos e esclarecimentos sobre eventos astronômicos por meio da imprensa, fazendo também sistematicamente o acompanhamento de fenômenos celestes de grande interesse, como foi a passagem do Cometa Halley em 1986 e do Cometa Hale-Bopp em 1997, o fantástico eclipse lunar de maio de 2003, a aproximação periélica de Marte para mais de 3 mil espectadores (agosto/2003), e a 1ª ASTROFESTA do Planalto Central, realizada em setembro/2003. Além da participação oficial na Semana Nacional de Ciência e Tecnologia (SNCT), em outubro/2004, a realização do 9º ENAST - Encontro Nacional de Astronomia em 2006 e a execução do Projeto TnE - Telescópios nas Escolas, com verbas do CNPQ, em 2009 e 2010. Além disso, realizou o 16º ENAST novamente em Brasília, no ano de 2013. Dessa forma, o CAsB tornou-se a mais respeitada organização legalmente instituída em Brasília no campo específico da Astronomia.